# Papa Roach
Papa Roach – amerykański zespół muzyczny wykonująca szeroko pojętą muzykę rockową. Zespół powstał w Vacaville w Kalifornii w 1993 roku. Jego członkami są Jacoby Shaddix, Jerry Horton oraz Tobin Esperance. Na początku 2008 roku zespół opuścił perkusista Dave Buckner – jeden z założycieli zespołu. Jego odejście spowodowane było problemami w życiu osobistym. Pod koniec kwietnia 2008 roku, do zespołu oficjalnie dołączył Tony Palermo, były perkusista grupy Unwritten Law, który to koncertował z zespołem po odejściu Dave’a.
Shaddix podczas wydania pierwszego albumu używał pseudonimu Coby Dick, później był znany również jako Jonny Vodka. Nazwa grupy wywodzi się od pseudonimu, jakim nazywano dziadka Coby’ego, czyli „Papa”, oraz jego nazwiska: Roatch. Początkowo grupa znana była jedynie w okolicach miasta założenia. Singiel, który dał grupie rozgłos – „Last Resort”, pochodził z albumu Infest. Grupa sprzedała ponad 10 milionów egzemplarzy płyt na całym świecie.

Logo zespołu

## Historia zespołu

### Początki grupy (1993–1995)
Formacja Papa Roach rozpoczęła się w styczniu 1993 roku, kiedy wokalista Jacoby Shaddix i perkusista Dave Buckner spotkali się na boisku piłkarskim Vacaville High School. Później dołączył do nich główny gitarzysta Jerry Horton z pobliskiej szkoły Vanden High School, puzonista Ben Luther i basista Will James. Postanowili wziąć udział w szkolnym pokazie talentów, wykonując wersję piosenki Jimiego Hendrixa pt. „Fire”. Ostatecznie przegrali w tej rywalizacji. W marcu 1993 r. Ben Luther opuścił zespół. W tym momencie grupa ćwiczyła codziennie i koncertowała, biorąc udział w każdym możliwym koncercie. Ich pierwsza furgonetka koncertowa nazywała się „Moby Dick”, co było inspiracją dla Shaddixa do stworzenia swojego pseudonimu scenicznego „Coby Dick”. Nazwa zespołu wzięła się od pseudonimu dziadka Shaddixa, Howarda Williama Roatcha. W 1994 roku Papa Roach wydał swój pierwszy EP zatytułowany Potatoes for Christmas. Perkusista Dave Buckner został tymczasowo zastąpiony przez Ryana Browna, ponieważ Buckner spędził rok w Seattle studiując sztukę. W 1995 roku wydali demo w Sound Farm Studios zatytułowane Caca Bonita. W tym czasie Buckner wrócił. W 1996 roku zastąpili pierwotnego basistę Willa Jamesa ich wieloletnim „Roadie” – Tobinem Esperance, ponieważ zaangażowanie Jamesa w letni obóz kościelny ograniczyłoby harmonogram ćwiczeń i tras koncertowych zespołu.

### Old Friends from Young Yearsi pierwsza umowa z wytwórnią (1996–1999)
4 lutego 1997 roku zespół wydał swój debiutancki album studyjny, zatytułowany Old Friends from Young Years. Wciąż intensywnie koncertując, wspierali zespoły takie jak Incubus, Powerman 5000, (hed) P.E, Snot, Far i Static-X.
W 1998 roku wydali EP zatytułowaną 5 Tracks Deep. W pierwszym miesiącu wydania sprzedano ponad 1000 kopii. W 1999 roku wydali kolejną EPkę, która ostatecznie zakończyła się ich ostatnim niezależnym wydawnictwem, zatytułowanym Let 'Em Know. Sukces tego utworu przykuł uwagę Warner Music Group, która w ramach umowy zapewniła niewielką sumę pieniędzy na produkcję pięciościeżkowego promo-demo CD. Zespół zdecydował, że chce zaangażować wpływowego producenta rockowego Jaya Baumgardnera do prac nad wydaniem płyty. W wywiadzie dla HitQuarters Baumgardner powiedział: „Na początku nie byłem przekonany, czy to się uda, ale potem zobaczyłem wideo z ich występami w klubie – widziałem, jak te dzieciaki szaleją, znając piosenki na pamięć – i wtedy zdałem sobie sprawę, że niewątpliwie mają potencjał.”
Demo nie zrobiło wrażenia na wytwórni Warner Bros., w związku z czym zespół nie otrzymał od nich propozycji kontraktu. Niepublikowana płyta zawierała piosenki „Infest”, „Last Resort”, „Broken Home”, „Dead Cell” i „She Loves Me Not”.
Wkrótce potem ofertę złożyła im wytwórnia DreamWorks Records.

### Największy sukces,Infest,LovehatetragedyiGetting Away With Murder(2000–2005)
Po podpisaniu kontraktu z DreamWorks Records w październiku 1999 r. Natychmiast weszli do studia, aby nagrać swój debiutancki album zatytułowany Infest. Album zawierał stare piosenki z ich niezależnych wydań, takie jak „Infest”, „Last Resort”, „Broken Home”, „Dead Cell” z płyty demo Warner Bros.; „Revenge In Japanese” jako „Revenge” i „Thrown Away” z ich 5 utworów Deep EP; „Legacy”, „Binge”, „Snakes” oraz bardziej „miękka” wersja pierwotnie cięższego „Tightrope” z EP „Let’em Know, które zostały ponownie nagrane, oraz trzy dodatkowe nowo napisane piosenki: Obsession” (później znana jako „Between Angels and Insects”), „Blood Brothers” i „Never Enough”. Infest została wydanya 25 kwietnia 2000 r. i sprzedała się w nakładzie 30 001 egzemplarzy w pierwszym tygodniu jej wydania.
Po wydaniu drugiego albumu i nagraniu teledysku do „Last Resort” wyruszyli na Vans Warped Tour i wiele innych dużych tras, w tym Anger Management Tour z Limp Bizkit i rapowymi artystami takimi jak Eminem, E-40, Xzibit i Ludacris. Rozpoczęli główną trasę koncertową „Master Bay” w 2000 roku, przy wsparciu Linkin Park i Hed PE. Zespół był nominowany do nagrody „Best New Artist in a Video” podczas 2000 MTV Video Music Awards za utwór „Last Resort”.
Pod koniec 2000 roku odbyli trasę koncertową po Wielkiej Brytanii, co było dowodem tego, iż grupa szybko stała się popularna na całym świecie. W 2001 roku zespół wziął udział w festiwalu Ozzfest, gdzie występował na prestiżowej scenie głównej, zarówno podczas tras koncertowych po Stanach Zjednoczonych, jak i Wielkiej Brytanii. Piosenkę „Blood Brothers” można było także znaleźć w popularnej grze wideo Tony Hawk’s Pro Skater 2.
Po koncertach na całym świecie zespół wrócił do studia, aby nagrać swój trzeci album, który miał być zatytułowany „Born to Rock”, ale później przemianowano go na „Lovehatetragedy”. Album został wydany w Stanach Zjednoczonych 18 czerwca 2002 r. I choć nie pobił wyniku sprzedaży poprzedniej płyty – Infest, udało mu się osiągnąć wyższe noty na listach albumów w Stanach Zjednoczonych i Wielkiej Brytanii. Album sprzedał się w nakładzie ponad 500 000 egzemplarzy i uzyskał złoty certyfikat. Album kładzie większy nacisk na śpiewanie niż rapowanie, chociaż zespół zachował swoje nu metalowe brzmienie. Zawiera on dwa single: „She Loves Me Not” oraz „Time and Time Again”. Wokal obu utworów zawierał rap i oba miały rap metalowe brzmienie, z którego słynął poprzedni album – Infest. Teledysk do singla „Time and Time Again” pojawił się w reklamie Pepsi Blue. W 2002 r. Papa Roach brał również udział w niektórych trasach, w tym w drugiej Anger Management Tour w 2002 r. Trasa z Lovehatetragedy trwała od 2002 do początku 2003 roku.

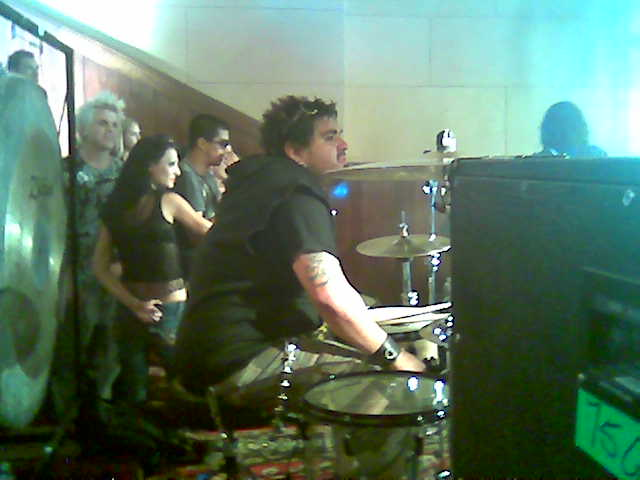
Perkusista Dave Buckner, który był w zespole od 1993 do 2007 roku.

Pod koniec 2003 roku Papa Roach napisał i nagrał swój trzeci album z roboczym tytułem Dancing In the Ashes, ale wydany jako Getting Away with Murder. Zespół współpracował z uznanym producentem Howardem Bensonem. Po zakończeniu zespół nakręcił teledysk do tytułowego utworu „Getting Away with Murder” i udał się na małą letnią trasę po klubie, aby się przygotować na następne trasy koncertowe. Płyta ta była początkiem nowego stylu zespołu, stając się jej pierwszym albumem, która nie zawiera stylu nu metal z poprzednich krążków. Był to także pierwszy album zespołu, w którym nie było rapowania. Płyta Getting Away with Murder pobiła wynik sprzedaży albumu Lovehatetragedy, głównie ze względu na popularność drugiego singla albumu „Scars”. Do tej pory album sprzedał się w ponad milionie egzemplarzy i uzyskał platynę. W dniu 9 listopada 2004 r. Zespół wydał swoją piątą EPkę, Rolling Stone Original, która była dostępna tylko w formie cyfrowej. 22 listopada 2005 roku wydali swój pierwszy album na żywo Papa Roach: Live & Murderous in Chicago.
W 2005 roku zespół spędził większość czasu na trasie. Obejmowało to pełną trasę koncertową po Stanach Zjednoczonych i Europie wraz z zespołami takimi jak Dead Poetic, Trust Company, Chronic Future, Skindred, 311 i Unwritten Law.

### The Paramour Sessionsi odejście Bucknera (2006–2008)
12 września 2006 roku Papa Roach wydał czwarty album zatytułowany The Paramour Sessions. Nazwa wzięła się od miejsca nagrania płyty – Paramour Mansion. Zespół wpadł na pomysł zrobienia albumu w rezydencji, gdy nagrywali Getting Away with Murder, Shaddix stwierdził, że nagrywanie w dworku stało się popularne dzięki wyjątkowemu dźwiękowi i odczuciu, które generuje (co znajduje odzwierciedlenie w tekstach). „...To Be Loved” był pierwszym singlem wydanym z albumu i była oficjalną piosenką przewodnią programu WWE Raw od 2006 do 2009 roku, dopóki nie została zastąpiona przez „Burn It to the Ground” grupy Nickelback. Album był kontynuowany w alternatywnym rockowym kierunku, ale wciąż zawierał łagodniejsze ballady podobne do Getting Away with Murder. Album zadebiutował na 16 miejscu listy „Billboard 200 Charts”.
Zespół rozpoczął tournée w celu promowania albumu w sierpniu 2006 roku, po trasie koncertowej w Ameryce, a następnie w Europie. W październiku 2006 roku Papa Roach koncertował z zespołami takimi jak Guns N 'Roses podczas ich trasy koncertowej Chinese Democracy Tour oraz Deftones w całych Stanach Zjednoczonych, odnosząc duży sukces. Byli także specjalnym zespołem gościnnym podczas Zippo Hot Tour z Hed PE i Stealing December.
10 października 2006 wytwórnia Vitamin Records wydała album The String Quartet Tribute zatytułowany Perfect Murder: Strung Out on Papa Roach.
Zespół pierwotnie planował wydać kompilację nagrań akustycznych do swoich piosenek, takich jak „Forever”, „Scars” i „Not Coming Home”, które zostały nagrane na charytatywny świąteczny album KROQ-FM, Kevin and Bean’s Super Christmas. Prace nad kompilacja zostały później zawieszone. W wywiadzie dla billboard.com Shaddix stwierdził, że nie sądzi, aby fani byli gotowi na akustyczny styl zespołu.
25 kwietnia 2007 roku ogłoszono, że perkusista Dave Buckner nie będzie uwzględniony w harmonogramie koncertów zespołu z powodów osobistych. Oczekiwano, że wkrótce dołączy do grupy. Później Shaddix potwierdził w wywiadzie dla Launch Radio Networks, że Dave poszedł na odwyk, aby „oczyścić się, bo oszalał”. Bucknera zastąpił Tony Palermo, perkusista grupy Unwritten Law.
Latem 2007 roku zespół wyruszył w trasę koncertową Bad Boys of Rock, wspierając grupę Hinder. Podczas trasy koncertowej lider Shaddix i wokalista Hindera Austin John nawiązali bardzo ścisłą przyjaźń, co spowodowało, że oba zespoły występowały razem podczas wielu tras koncertowych w późniejszych latach. W 2015 r. Ujawniono, że Shaddix i Austin wspólnie napisali i nagrali piosenkę na część solowego projektu Austina Johna, chociaż obaj powiedzieli, że nie są pewni, czy piosenka kiedykolwiek ujrzy światło dzienne.
28 stycznia 2008 Shaddix ogłosił na serwisie MySpace, że Buckner definitywnie rozstanie się z Papa Roach. Stwierdził, że Dave wciąż próbuje odzyskać życie. Shaddix wspomniał również, że zespół wróci do Paramour Mansion, aby rozpocząć pracę nad piątym albumem studyjnym.
17 lipca zespół wydał szóstą EPkę, Live Session (wyłącznie w iTunes). 24 lipca wydali siódmą EPkę pt. Hit 3 Pack: Forever. Oba EP są dostępne wyłącznie przez iTunes.

### Metamorphosisi trasy koncertowe tours (2008–2010)
W wywiadzie przeprowadzonym w lutym 2008 roku dla stacji radiowej „99,7 The Blitz” Shaddix stwierdził, że zespół pracuje nad kolejnym albumem, który będzie zatytułowany „Days of War, Nights of Love”. Jednak album został przemianowany na Metamorphosis, aby uczcić dziesiątą rocznicę podpisania zespołu z DreamWorks Records w 1999 roku i wszystkie zmiany, jakich doświadczył zespół w tym czasie.
15 kwietnia Papa Roach ogłosił, że będą koncertować w ramach festiwalu Crüe Fest zainicjowanego przez grupę Mötley Crüe wraz z zespołami takimi jak Buckcherry, Sixx: A.M. oraz Trapt. Trasa rozpoczęła się 1 lipca w West Palm Beach na Florydzie. Data wydania albumu została potwierdzona na 26 sierpnia podczas Crüe Fest.
W tym samym roku zespół wyruszył również w trasę koncertową z grupami: Seether, Staind oraz Red. Podczas tej trasy zmienili datę premiery Metamorphosis na 24 marca 2009 roku.
26 października Papa Roach wydał teledysk do piosenki „Hollywood Whore”, która została wydana jako EP w Kanadzie i jako cyfrowy singiel 28 października. Pierwszy oficjalny singiel albumu „Lifeline” został wydany na profilu grupy na MySpace 9 stycznia 2009. Zespół koncertował także z Buckcherry, Avenged Sevenfold i Burn Halo na początku 2009 roku. Crüe Fest DVD zostało wydane 24 marca, tego samego dnia, kiedy ukazała się Metamorphosis. Drugi singiel „I Almost Told You That I Loved You” został wydany 1 czerwca. 23 czerwca wydali swoją dziewiątą EPkę, Naked and Fearless. Utwór jest dostępny za pośrednictwem Zune Marketplace, iTunes i Rhapsody.
„Metamorphosis” znalazła się w pierwszej dziesiątce na liście Billboard 100, osiągając 8 pozycję, stając się pierwszym albumem zespołu od 2002 roku który dostał się do top 10.
Papa Roach występował z grupą Nickelback podczas trasy koncertowej Dark Horse Tour podczas letniego amfiteatru Live Nation wraz z grupami: Hinder, Saving Abel latem i Breaking Benjamin.
„Lifeline” była nominowana na kanale Fuse TV do konkursu na najlepsze wideo w 2009 roku, pokonując utwory takie jak „All Nightmare Long” (Metallica), „No Surprise” (Daughtry), „Sound of Madness” (Shinedown) oraz „Ignorance” (Paramore), a następnie zajęła drugie miejsce, ustępując w rundzie finałowej piosence Britney Spears pt.Circus.

### Time for Annihilation(2010–2012)
8 stycznia 2010 r. Shaddix ogłosił na oficjalnym koncie Papa Roach na Twitterze, że zespół zamierza rozpocząć pracę nad nowym materiałem. 8 lutego Jerry Horton powiedział, że już rozpoczął pisanie tekstu w studiu.
23 lutego Horton oficjalnie ogłosił, że zespół pracował nad nowym albumem, który został nagrany podczas ostatniego tournée z Shinedown w Binghamton w Nowym Jorku w 2009 roku
W kwietniu zespół zagrał dwie nowe piosenki, „Burn” w Chili Cook Off w Richmond w stanie Wirginia 17 kwietnia i „Kick In the Teeth” 30 kwietnia. W maju Jerry Horton powiedział w wywiadzie, że album zostanie zatytułowany „Time for Annihilation” i będzie zawierał dziewięć utworów na żywo i pięć nowych piosenek, co czyni go jednocześnie albumem na żywo i EPką. Powiedział także, że pierwszym singlem będzie „Kick In the Teeth” i że zespół zmienił wytwórnie na Eleven Seven Music. Później Shaddix dodał, że album zostanie wydany 31 sierpnia. Singiel „Kick In the Teeth” został wydany 22 czerwca.
29 czerwca poprzednia wytwórnia zespołu, Geffen Records, wydała kompilację największych przebojów największych przebojów zespołu, zatytułowaną „...To Be Loved: The Best of Papa Roach”. Zespół jednak powiedział fanom, aby go nie kupowali, mówiąc, że zespół nie zarabia na sprzedaży albumu i że wytwórnia wydała go wbrew woli zespołu. Licencja główna i / lub prawa autorskie Papa Roach są reprezentowane przez Downtown Music Publishing. Zespół nie ma już praw do swoich piosenek, ale kontynuuje ich wykonywanie na żywo.
Time for Annihilation został wydany 31 sierpnia. Zespół ogłosił, że następnymi singlami z albumu będą „Burn” i „No Matter What”. Powiedzieli też, że są zainteresowani wydaniem kolejnej płyty DVD na żywo, ale chcieli poczekać, aż wystąpią jako główny zespół w Europie. W październiku Papa Roach rozpoczął trasę koncertową „Monsters of Annihilation” ze Skillet. Od 15 listopada do 13 grudnia zespół koncertował z Disturbed, Buckcherry i Halestorm podczas trasy Taste of Chaos, a od 1 marca do 18 marca Papa Roach współprowadził kanadyjską część trasy koncertowej Jägermeister Music z Buckcherry oraz gośćmi specjalnymi My Darkest Days oraz z Bleeker Ridge.
W wywiadzie gitarzysta Jerry Horton powiedział, że zespół wyda nowy album w 2012 roku. Wspomniał także, że Papa Roach będzie eksplorować „elektroniczne dźwięki” w nadchodzącym wydaniu.
W wywiadzie dla Upvenue Tobin Esperance powiedział o Time for Annihilation: „Wydaliśmy pięć płyt za pośrednictwem dużych wytwórni, i przechodziliśmy z dużej wytwórni, stając się niezależni i chcieliśmy zrobić coś innego [...] zawsze rozmawialiśmy o nagrywaniu na żywo, a to zamieniło się później w „dodajmy kilka dodatkowych piosenek” [...] i teraz jest to album w połowie na żywo, w połowie zawierający nowe piosenki, i poniekąd stanowi on przeszłość i teraźniejszość Papa Roach – myślę, że jest to dobra reprezentacja i dobre przypomnienie tego, o czym jest ten zespół, [...] i pozwala zobaczyć, dokąd zmierza nasze brzmienie.”
Od 25 kwietnia Papa Roach prowadził trasę Raid The Nation, pierwszą część składającą się z Finger Eleven, a drugą część z Escape the Fate, obie części trasy miały także specjalnych gości Pop Evil. W dniach 23 i 25 czerwca zespół był współzałożycielem festiwalu Sonisphere wraz z Linkin Park.
Papa Roach zagrał w lipcu dwa kameralne koncerty w Londynie i Sheffield z zespołem Yashin. Byli też współautorami Rock Allegiance Tour od 24 sierpnia do 25 września wraz z Buckcherry. W trasie byli także Puddle of Mudd, P.O.D., Red, Crossfade i Drive A.

### The Connection(2012–2013)

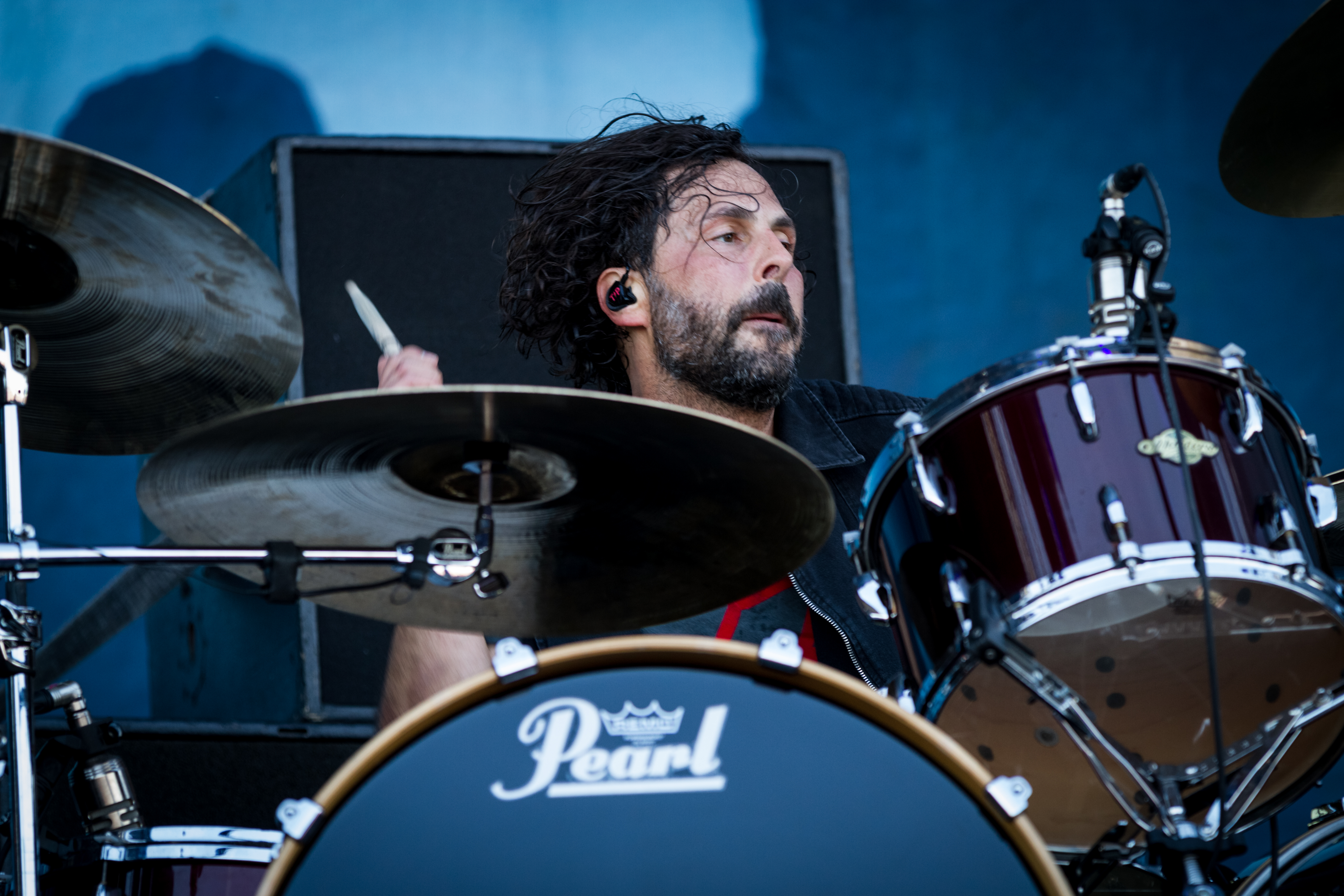
Perkusista Tony Palermo, który dołączył do zespołu w 2007 roku.

Papa Roach wszedł do studia w listopadzie 2011 roku, aby pracować nad kolejnym albumem, którego celem jest wydanie w połowie 2012 r. W studiu zespół wydał singiel „Even If I Could”, który pojawił się na ścieżce dźwiękowej The Avengers.
15 czerwca 2012 r. Zespół ogłosił na czacie na żywo z fanami na YouTube, że następny album zostanie wydany 2 października Album otrzymał później nazwę „The Connection”.
Papa Roach rozpoczął trasę koncertową w 2012 roku wraz z Shinedown, wraz z innymi aktami drugoplanowymi, takimi jak Adelitas Way i In This Moment. Po krótkim współautorze, Papa Roach wyruszył w krótką główną trasę koncertową, prezentując takie zespoły, jak In This Moment, Art of Dying i Mindset Evolution. Papa Roach brał udział w głównej scenie Uproar Festival 2012 wraz z Shinedown, Godsmack, Staind i Adelitas Way.
Zespół wydał swój pierwszy teledysk do albumu 30 sierpnia 2012 r. 8-letni syn Jacoby’ego zaproponował, aby w teledysku do utworu Still Swingin’  przedstawić motyw walki ludzi z zombie.
8 września 2012 r. Papa Roach ogłosił daty na Białorusi, w Rosji, w Polsce, we Włoszech, w Szwajcarii, Niemczech, Holandii, Belgii i Wielkiej Brytanii. Zespół grał 10 i 11 grudnia w Londynie wspólnie z rockerami Stone Sour podczas trasy po Wielkiej Brytanii. Grali tylko w tych dwóch terminach trasy. Następnie koncertowali w Stanach Zjednoczonych ze Stone Sour od 20 stycznia 2013 r. i zagrali podczas 2013 Download Festival w Donington Park w Wielkiej Brytanii na scenie głównej w piątek 14 czerwca. We wrześniu do zespołu dołączył oryginalny perkusista Buckner z jednorazowym występem „Last Resort”. W październiku 2013 r. zespół wystąpił w Kanadzie i Stanach Zjednoczonych, promując swój album. Wraz z grupą wystąpiły także dwa inne zespoły: Pop Evil i Age of Days.

### F.E.A.R.(2014–2016)
3 lutego 2014 roku zespół ogłosił, że wejdzie do studia, nagrywając nowy album. 18 lutego 2014 r. Na Twitterze Jerry stwierdził, że pierwszy singiel powinien ukazać się „gdzieś w lipcu”. Przeprowadzili czat w studio na żywo na YouTube w dniu 25 lutego 2014 r. Na czacie na żywo wspomnieli, że napisali już 4 piosenki. Ujawnili tytuły trzech piosenek: „Just As Broken As Me”, „Gravity” i „War Over Me”. 24 kwietnia 2014 r. W wywiadzie dla Loudwire Jacoby ujawnił kilka tytułów piosenek z nadchodzącego albumu, tytuły to „Never Have To Say Goodbye” i „Face Everything and Rise”.
10 lipca 2014 roku ogłoszono, że zespół wyda swój nowy album, zatytułowany F.E.A.R., na początku 2015 roku. 9 października 2014 roku ogłoszono, że nowy album zostanie wydany 27 stycznia 2015 roku za pośrednictwem Eleven Seven Music. Podczas wywiadu basista Tobin Esperance przyznał, że w nowym albumie są cięższe brzmienia niż w poprzednich i opisuje, jak za pośrednictwem tej płyty po raz pierwszy pozwolili innym artystom występować w swoich nagraniach.
W dniu 19 maja 2015 r. Zespół ogłosił wspólną trasę koncertową po Ameryce Północnej z długoletnimi przyjaciółmi – Five Finger Death Punch. Towarzyszył im ponadto zespół In This Moment jako goście specjalni przy wsparciu From Ashes To New podczas trasy.

### Crooked Teeth(2016–2018)
26 stycznia 2016 r. Papa Roach ogłosił, że zacznie pisać nowy album w następnym tygodniu. W lipcu zagrali na żywo w Alternative Press Music Awards. W wywiadzie powiedzieli, że nowa płyta zostanie wydana na początku 2017 r., A pierwszy singiel pojawi się w tym roku. Nagranie albumu było wspierane przez serwis crowdfundingowy PledgeMusic.
1 listopada 2016 roku „Crooked Teeth” była pierwszą piosenką wydaną z nadchodzącej płyty. Pierwszy oficjalny singiel zatytułowany „Help” został wydany 17 lutego 2017 r. 24 marca 2017 r. Zespół ogłosił wydanie nowego albumu, Crooked Teeth, 19 maja 2017 r. Drugi singiel „American Dreams” został wydany w kwietniu 2017 r., a trzeci – „Born for Greatness” – pod koniec roku. „Born for Greatness” stało się oficjalną piosenką gali WWE Raw w lutym 2018 r., zastępując utwór „Enemies” grupy Shinedown. Zarówno „Help”, jak i „Born for Greatness” zajęły pierwsze miejsce na listach przebojów Mainstream Rock. Był to pierwszy raz, kiedy to dwa utwory z jednego albumu grupy osiągnęły taki sukces.

### Who do you trust?(2018–2020)
W październiku 2017 r. Zespół ujawnił, że napisał już sześć piosenek do kontynuacji Crooked Teeth, a plany rozpoczęcia pracy nad nagraniem albumu mają się odbyć w czerwcu 2018 r. 5 października 2018 roku Papa Roach wydał dwa single, zatytułowane „Renegade Music” i „Who Do You Trust?”, przy czym do drugiego singla nagrano teledysk, w którym frontman i wokalista Jacoby Shaddix wciela się w rolę reportera Larry’ego Dickmana Później wyciekły informacje, że nowy album będzie się nazywał Who Do You Trust? i zostanie wydany 19 stycznia 2019 r. Potwierdził to wywiad z Papa Roach z 9 listopada. 16 listopada 2018 r. Zespół wydał nową piosenkę „Not the Only One”. Trzeci singiel „Come Around” został wydany we wrześniu 2019 r.

## Dyskografia

### Albumy studyjne
| Rok  | Tytuł                                                                        | Pozycja na liście | Pozycja na liście | Pozycja na liście | Pozycja na liście | Pozycja na liście | Pozycja na liście | Pozycja na liście | Pozycja na liście | Pozycja na liście | Certyfikat                                             |
| Rok  | Tytuł                                                                        | USA               | CAN               | FRA               | AUS               | NLD               | POL               | DEU               | AUT               | CHE               | Certyfikat                                             |
| ---- | ---------------------------------------------------------------------------- | ----------------- | ----------------- | ----------------- | ----------------- | ----------------- | ----------------- | ----------------- | ----------------- | ----------------- | ------------------------------------------------------ |
| 1997 | Old Friends from Young Years - Data: 4 lutego 1997 - Wydawca: Onion Hardcore | –                 | –                 | –                 | –                 | –                 | –                 | –                 | –                 | –                 |                                                        |
| 2000 | Infest - Data: 25 kwietnia 2000 - Wydawca: DreamWorks                        | 5                 | 5                 | –                 | 50                | 47                | 42                | 5                 | 12                | 16                | - Kanada: 2x platynowa płyta - USA: 3x platynowa płyta |
| 2002 | LoveHateTragedy - Data: 18 czerwca 2002 - Wydawca: DreamWorks                | 2                 | –                 | 34                | 19                | 21                | –                 | 6                 | 8                 | 3                 | - Kanada: złota płyta - USA: złota płyta               |
| 2004 | Getting Away with Murder - Data: 31 sierpnia 2004 - Wydawca: Geffen          | 17                | –                 | 64                | –                 | 38                | –                 | 8                 | 8                 | 13                | - Kanada: złota płyta - USA: platynowa płyta           |
| 2006 | The Paramour Sessions - Data: 12 września 2006 - Wydawca: Geffen             | 16                | –                 | 160               | 86                | –                 | –                 | 35                | 35                | 33                |                                                        |
| 2009 | Metamorphosis - Data: 24 marca 2009 - Wydawca: DGC, Interscope               | 8                 | 14                | –                 | –                 | –                 | –                 | 23                | 12                | 21                |                                                        |
| 2012 | The Connection - Data: 2 października 2012 - Wydawca: Eleven Seven Music     | 17                | –                 | 163               | –                 | 83                | –                 | 27                | 24                | 21                |                                                        |
| 2015 | F.E.A.R. - Data: 27 stycznia 2015 - Wydawca: Eleven Seven Music              | 15                | 8                 | 90                | –                 | 32                | –                 | 6                 | 8                 | 8                 |                                                        |
| 2017 | Crooked Teeth - Data: 19 maja 2017 - Wydawca: Eleven Seven Music             | 20                | 14                | 191               | 18                | –                 | –                 | 6                 | 6                 | 7                 |                                                        |
| 2019 | Who Do You Trust? - Data: 18 stycznia 2019 - Wydawca: Eleven Seven Music     |                   |                   |                   |                   |                   |                   |                   |                   |                   |                                                        |
| 2022 | Ego trip - Data: Kwiecień 2022 - Wydawca: New Noice                          |                   |                   |                   |                   |                   |                   |                   |                   |                   |                                                        |

### Albumy koncertowe
| Rok  | Tytuł                                                                        | Pozycja na liście | Pozycja na liście | Pozycja na liście | Pozycja na liście |
| Rok  | Tytuł                                                                        | USA               | DEU               | AUT               | CHE               |
| ---- | ---------------------------------------------------------------------------- | ----------------- | ----------------- | ----------------- | ----------------- |
| 2010 | Time for Annihilation - Data: 31 sierpnia 2010 - Wydawca: Eleven Seven Music | 23                | 40                | 38                | 64                |

### Kompilacje
| Rok  | Tytuł                                                                            | Pozycja na liście | Pozycja na liście | Pozycja na liście |
| Rok  | Tytuł                                                                            | USA               | CHE               | GRE               |
| ---- | -------------------------------------------------------------------------------- | ----------------- | ----------------- | ----------------- |
| 2010 | ...To Be Loved: The Best of Papa Roach - Data: 29 czerwca 2010 - Wydawca: Geffen | 83                | 89                | 48                |

### EP-ki
| Rok  | Tytuł                                                           |
| ---- | --------------------------------------------------------------- |
| 1994 | Potatoes for Christmas - Data: 1994 - Wydawca: dB               |
| 1995 | Caca Bonita - Data: 1995 - Wydawca: wydanie własne              |
| 1998 | 5 Tracks Deep - Data: 1998 - Wydawca: Onion Hardcore, B Squared |
| 1999 | Let 'Em Know - Data: 1999 - Wydawca: Onion Hardcore             |

### DVD
| Rok  | Tytuł                                                                               |
| ---- | ----------------------------------------------------------------------------------- |
| 2005 | Papa Roach: Live & Murderous in Chicago - Data: 22 listopada 2005 - Wydawca: Geffen |

### Single
| rok                            | Tytuł                                | Najwyższa pozycja na liście | Najwyższa pozycja na liście | Najwyższa pozycja na liście | Najwyższa pozycja na liście | Najwyższa pozycja na liście | Najwyższa pozycja na liście | Najwyższa pozycja na liście | Najwyższa pozycja na liście | Najwyższa pozycja na liście | Najwyższa pozycja na liście | Nagrody         | Album                    |
| rok                            | Tytuł                                | US                          | US Alt.                     | US Main. Rock               | AUT                         | CAN                         | GER                         | IRL                         | NLD                         | SWI                         | UK                          | Nagrody         | Album                    |
| ------------------------------ | ------------------------------------ | --------------------------- | --------------------------- | --------------------------- | --------------------------- | --------------------------- | --------------------------- | --------------------------- | --------------------------- | --------------------------- | --------------------------- | --------------- | ------------------------ |
| 2000                           | „Last Resort”                        | 57                          | 1                           | 4                           | 7                           | –                           | 4                           | 13                          | 32                          | 25                          | 3                           | - BPI: Platinum | Infest                   |
| 2000                           | „Broken Home”                        | –                           | 9                           | 18                          | 42                          | –                           | 34                          | –                           | –                           | 96                          | –                           |                 | Infest                   |
| 2001                           | „Between Angels and Insects”         | –                           | 16                          | 27                          | –                           | –                           | 94                          | 20                          | –                           | –                           | 17                          | - BPI: Silver   | Infest                   |
| 2002                           | „She Loves Me Not”                   | 76                          | 5                           | 3                           | –                           | –                           | 47                          | 23                          | 62                          | 72                          | 14                          | - BPI: Silver   | Lovehatetragedy          |
| 2002                           | „Time and Time Again”                | –                           | 33                          | 26                          | –                           | –                           | –                           | 39                          | –                           | –                           | 54                          |                 | Lovehatetragedy          |
| 2004                           | „Getting Away with Murder”           | 69                          | 4                           | 2                           | 28                          | –                           | 38                          | –                           | 89                          | –                           | 45                          |                 | Getting Away with Murder |
| 2004                           | „Scars”                              | 15                          | 2                           | 4                           | –                           | –                           | 82                          | –                           | –                           | –                           | –                           | - RIAA: Gold    | Getting Away with Murder |
| 2005                           | „Take Me”                            | –                           | 23                          | 11                          | –                           | –                           | –                           | –                           | –                           | –                           | –                           |                 | Getting Away with Murder |
| 2006                           | „...To Be Loved”                     | –                           | 14                          | 8                           | –                           | –                           | –                           | –                           | –                           | –                           | 171                         |                 | The Paramour Sessions    |
| 2007                           | „Forever”                            | 55                          | 2                           | 2                           | –                           | –                           | –                           | –                           | –                           | –                           | –                           |                 | The Paramour Sessions    |
| 2007                           | „Time Is Running Out”                | –                           | 17                          | 15                          | –                           | –                           | –                           | –                           | –                           | –                           | –                           |                 | The Paramour Sessions    |
| 2007                           | „Reckless”                           | –                           | –                           | 40                          | –                           | –                           | –                           | –                           | –                           | –                           | –                           |                 | The Paramour Sessions    |
| 2008                           | „Hollywood Whore”                    | –                           | –                           | 37                          | –                           | –                           | –                           | –                           | –                           | –                           | 139                         |                 | Metamorphosis            |
| 2009                           | „Lifeline”                           | 81                          | 3                           | 1                           | –                           | 95                          | –                           | –                           | –                           | –                           | –                           |                 | Metamorphosis            |
| 2009                           | „I Almost Told You That I Loved You” | –                           | 35                          | 20                          | –                           | –                           | –                           | –                           | –                           | –                           | –                           |                 | Metamorphosis            |
| 2010                           | „Kick in the Teeth”                  | –                           | 18                          | 2                           | –                           | –                           | –                           | –                           | –                           | –                           | –                           |                 | Time for Annihilation    |
| 2010                           | „Burn”                               | –                           | 17                          | 3                           | –                           | –                           | –                           | –                           | –                           | –                           | –                           |                 | Time for Annihilation    |
| 2011                           | „No Matter What”                     | –                           | –                           | 13                          | –                           | –                           | –                           | –                           | –                           | –                           | –                           |                 | Time for Annihilation    |
| 2012                           | „Still Swingin'”                     | –                           | 32                          | 3                           | –                           | –                           | –                           | –                           | –                           | –                           | –                           |                 | The Connection           |
| 2012                           | „Where Did the Angels Go”            | –                           | –                           | 2                           | –                           | –                           | –                           | –                           | –                           | –                           | –                           |                 | The Connection           |
| 2013                           | „Leader of the Broken Hearts”        | –                           | –                           | 4                           | –                           | –                           | –                           | –                           | –                           | –                           | –                           |                 | The Connection           |
| 2014                           | „Face Everything and Rise”           | –                           | –                           | 1                           | –                           | –                           | –                           | –                           | –                           | –                           | –                           |                 | F.E.A.R.                 |
| 2015                           | „Gravity”                            | –                           | –                           | 5                           | –                           | –                           | –                           | –                           | –                           | –                           | –                           |                 | F.E.A.R.                 |
| 2015                           | „Falling Apart”                      | –                           | –                           | 7                           | –                           | –                           | –                           | –                           | –                           | –                           | –                           |                 | F.E.A.R.                 |
| 2017                           | „Help”                               | –                           | 37                          | 1                           | –                           | –                           | –                           | –                           | –                           | –                           | –                           |                 | Crooked Teeth            |
| 2017                           | „American Dreams”                    | –                           | –                           | 3                           | –                           | –                           | –                           | –                           | –                           | –                           | –                           |                 | Crooked Teeth            |
| 2017                           | „Born for Greatness”                 | –                           | –                           | 1                           | –                           | –                           | –                           | –                           | –                           | –                           | –                           |                 | Crooked Teeth            |
| 2018                           | „Who Do You Trust?”                  | –                           | –                           | 3                           | –                           | –                           | –                           | –                           | –                           | –                           | –                           |                 | Who Do You Trust?        |
| 2018                           | „Elevate”                            | –                           | –                           | 4                           | –                           | –                           | –                           | –                           | –                           | –                           | –                           |                 | Who Do You Trust?        |
| 2019                           | „Come Around”                        | –                           | –                           | 1                           | –                           | –                           | –                           | –                           | –                           | –                           | –                           |                 | Who Do You Trust?        |
| „–” pozycja nie była notowana. |                                      |                             |                             |                             |                             |                             |                             |                             |                             |                             |                             |                 |                          |

### Single promujące
| Year | Song                                | Album                 |
| ---- | ----------------------------------- | --------------------- |
| 2001 | „Dead Cell”                         | Infest                |
| 2009 | „Had Enough”                        | Metamorphosis         |
| 2011 | „One Track Mind”                    | Time for Annihilation |
| 2013 | „Before I Die”                      | The Connection        |
| 2014 | „Warriors”                          | F.E.A.R.              |
| 2015 | „Broken as Me”                      | F.E.A.R.              |
| 2015 | „Never Have to Say Goodbye”         | F.E.A.R.              |
| 2015 | „Devil”                             | F.E.A.R.              |
| 2016 | „Crooked Teeth”                     | Crooked Teeth         |
| 2017 | „Periscope” (gościnnie Skylar Grey) | Crooked Teeth         |
| 2017 | „Traumatic”                         | Crooked Teeth         |
| 2018 | „Renegade Music”                    | Who Do You Trust?     |
| 2018 | „Not the Only One”                  | Who Do You Trust?     |

## Teledyski
| Rok  | Tytuł                                | Reżyser          |
| ---- | ------------------------------------ | ---------------- |
| 2000 | „Last Resort”                        | Marcos Siega     |
| 2001 | „Between Angels and Insects”         | Joseph Khan      |
| 2001 | „Broken Home”                        | Marcos Siega     |
| 2002 | „She Loves Me Not”                   | David Meyers     |
| 2002 | „Time and Time Again”                | Samuel Bayer     |
| 2004 | „Getting Away with Murder”           | Motion Theory    |
| 2005 | „Scars”                              | Motion Theory    |
| 2006 | „...To Be Loved”                     | Kevin Kerslake   |
| 2007 | „Forever”                            | Meiert Avis      |
| 2008 | „Hollywood Whore”                    | Jesse Davey      |
| 2009 | „Lifeline”                           | Christopher Sims |
| 2009 | „I Almost Told You That I Loved You” | Colin Minihan    |
| 2010 | „Kick in the Teeth”                  | Shane Drake      |
| 2010 | "Burn"                               | Jesse Davey      |
| 2011 | „No Matter What”                     | Jesse Davey      |
| 2012 | „Still Swingin”                      | David Brodsky    |
| 2012 | „Where Did The Angels Go”            | Ezio Lucido      |
| 2013 | „Before I Die”                       | Ezio Lucido      |
| 2013 | „Leader of the Broken Hearts”        | Ezio Lucido      |

## Członkowie zespołu

### Obecni
- Jacoby Shaddix – główny wokal (1993–obecnie)
- Jerry Horton – gitara prowadząca, gitara rytmiczna, wokal wspomagający (1993–obecnie)
- Tobin Esperance – gitara basowa, elektronika, wokal wspomagający (1996–obecnie)
- Tony Palermo – perkusja (2008–obecnie)

### Byli członkowie
- Ben Luther – gitara rytmiczna, puzon, wokal wspomagający (1993)
- Ryan Brown – perkusja (1994)
- Will James – gitara basowa, wokal wspomagający (1993–1996)
- Dave Buckner – perkusja (1993–1994, 1994–2007)

### Członkowie podczas tras koncertowych
- Mike Doherty – gitara rytmiczna, wokal wspomagający (2002)
- Wesley Geer – gitara rytmiczna, wokal wspomagający (2006)
- Anthony Esperance – gitara rytmiczna, instrumenty perkusyjne, wokal wspomagjący

### Muzycy sesyjni
- Sammy Torriso – klarnet (1994)
- Mike Magovac – gwizdek suwakowy (1998)